# (18293) Pilyugin
(18293) Pilyugin es un asteroide perteneciente al cinturón de asteroides, descubierto el 27 de septiembre de 1978 por la astrónoma soviética Liudmila Chernyj desde el Observatorio Astrofísico de Crimea (República de Crimea).

## Designación y nombre
Designado provisionalmente como 1978 SQ4. Fue nombrado Pilyugin en honor al diseñador de cohetes ruso Nikolái Alekséyevich Piliuguin.